# Monferrine
La monferrine est une danse populaire du Piémont inventée dans la seconde moitié du XVIIIe siècle. Son nom vient de celui de la région de Montferrat.
La monferrine est une danse à trois temps qui s'apparente à la tarentelle.

## Quelques monferrines remarquables
- Muzio Clementi : Douze monferrines, opus 49 (1821)
- Mauro Giuliani : Dodici monferrine, opus 12, pour guitare (c. 1825)